# کونوکو فیلیپس

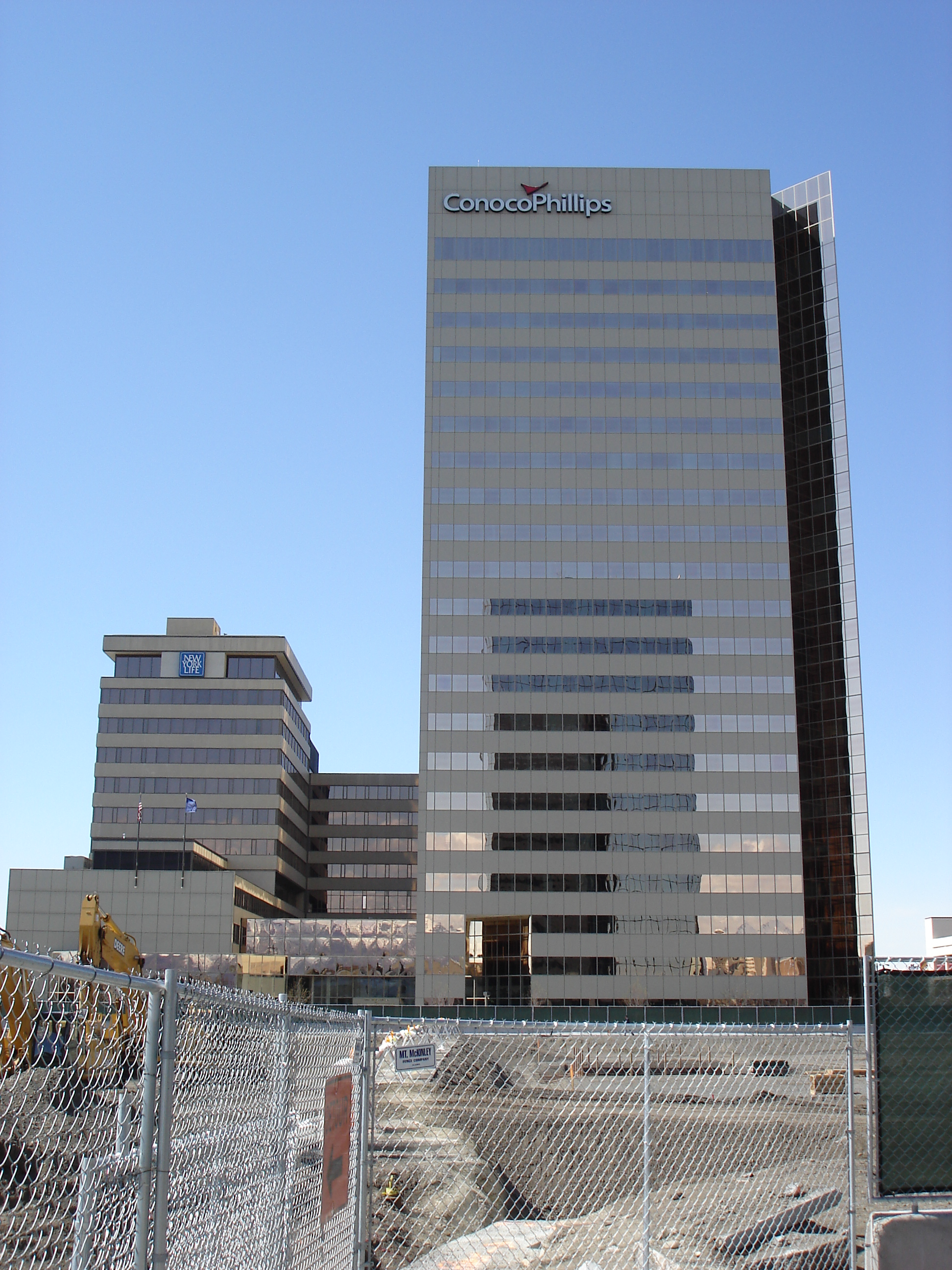
ساختمان اداری کونوکوفیلیپس، در آلاسکا

کونوکو فیلیپس (به انگلیسی: ConocoPhillips) شرکت نفت‌وگاز چندملیتی آمریکایی است، که در زمینه اکتشاف و تولید نفت‌خام و گاز طبیعی فعالیت می‌کند و دفتر مرکزی آن در شهر هیوستون واقع در ایالت تگزاس مستقر می‌باشد. این شرکت هم‌اکنون روزانه ۱ میلیون ۸۲۶ هزار بشکه نفت تولید می‌کند.
شرکت کونوکو فیلیپس در سال ۲۰۰۲ از ادغام شرکت نفت فیلیپس و شرکت کونوکو تأسیس شد و هم‌اکنون به‌عنوان یکی از بزرگ‌ترین شرکت‌های صنایع بالادستی نفت جهان شناخته می‌شود. این شرکت در طول سال‌های گذشته، همواره در میان ده شرکت نخست در فهرست فرچون ۵۰۰ قرار داشته است.
کونوکو فیلیپس تا پیش از تفکیک و جدا نمودن بخش پایین‌دستی خود، تحت نام فیلیپس ۶۶، از شرکت اصلی، در رتبه پنجم از بزرگ‌ترین شرکت‌های نفتی جهان قرار داشت.

## تاریخچه

### کونوکو

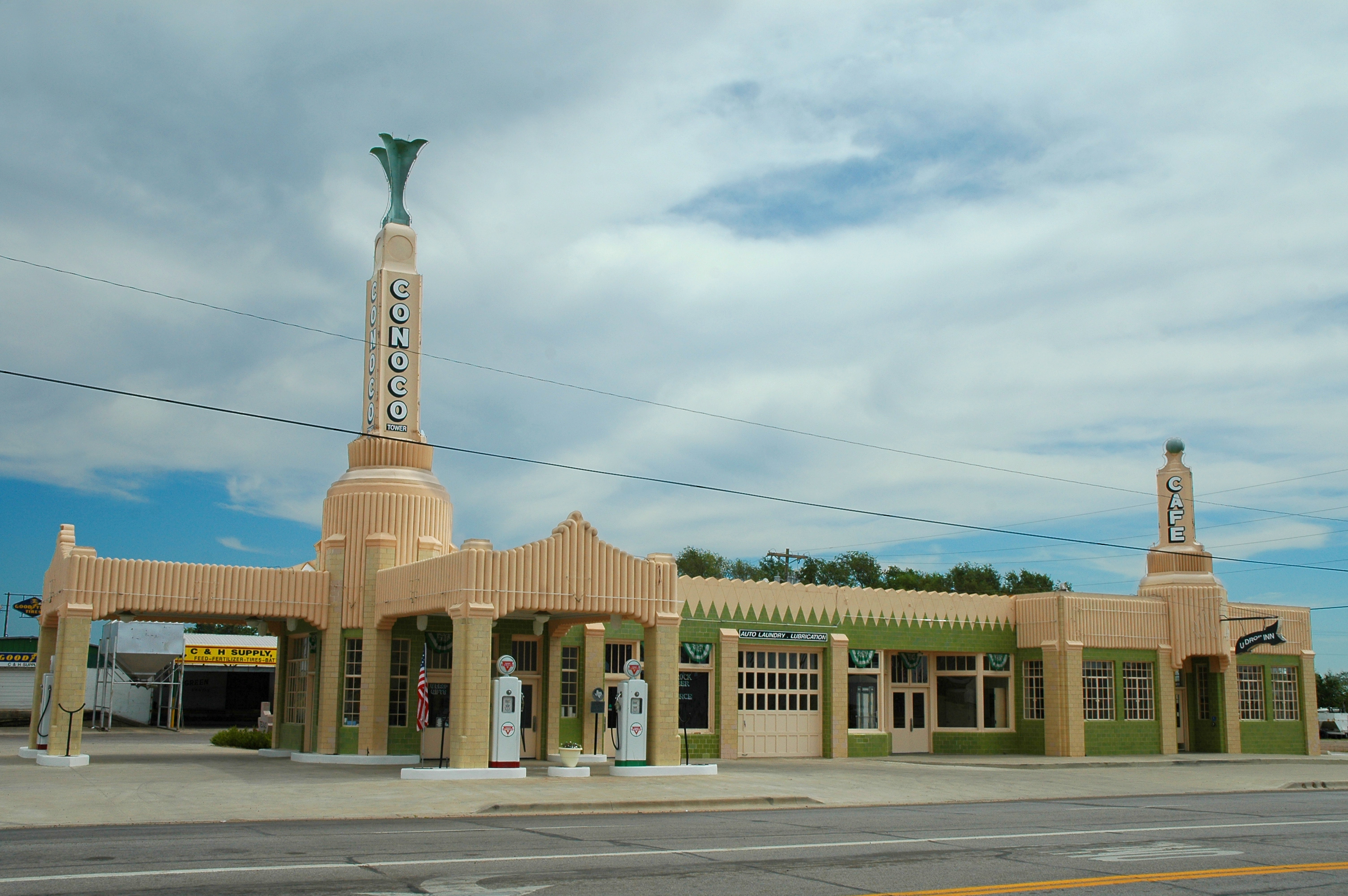
جایگاه طرح قدیمی کونوکو در شهر شامراک، تگزاس

کونوکو (به انگلیسی: Conoco) شرکت نفتی آمریکایی است، که در سال ۱۸۷۵ در شهر اوگدن ایالت یوتا تأسیس شد. این شرکت، توزیع‌کننده زغال سنگ، نفت خام، شمع و گریس، در غرب بود.
اکنون شرکت کونوکو از شرکت‌های تابعه کونوکو فیلیپس بوده و از برندهای شناخته شده، در زمینه جایگاه‌های پمپ بنزین و ارائه گازوئیل می‌باشد.
تا پیش از ادغام این شرکت، با شرکت نفت فیلیپس، دفتر مرکزی کونوکو، در کریدور انرژی، در شهر هیوستون (دفتر مرکزی کنونی شرکت کونوکو فیلیپس) قرار داشت، که همچنان این ساختمان، با نام مرکز کونوکو، شناخته می‌شود. اکنون دفتر مرکزی کونوکو در شهر پانکا سیتی، اکلاهما قرار دارد.

### شرکت نفت فیلیپس
شرکت نفت فیلیپس، (به انگلیسی: Phillips Petroleum Company) شرکت نفت آمریکایی است، که در سال ۱۹۱۷ توسط فرانک فیلیپس و برادرش ال.ای. فیلیپس در بارتلزویل اکلاهما تأسیس شد.
در سال ۱۹۶۶ شرکت فیلیپس، "شرکت نفت تایدواتر" را، خریداری کرد، سپس دو شرکت با هم ادغام شدند و شرکت جدید، "فیلیپس ۶۶"، نام گرفت. در تاریخ ۳۰ اوت ۲۰۰۲ شرکت کونوکو و شرکت نفت فیلیپس، با هم ادغام شدند و شرکت کونوکو فیلیپس تشکیل شد.
شرکت فیلیپس، بیشتر با نام تجاری "فیلیپس ۶۶"، شناخته می‌شود و این درحالی است که، فیلیپس ۶۶ تنها یکی از برندهای شرکت نفت فیلیپس می‌باشد.

### شرکت نفت مارلند

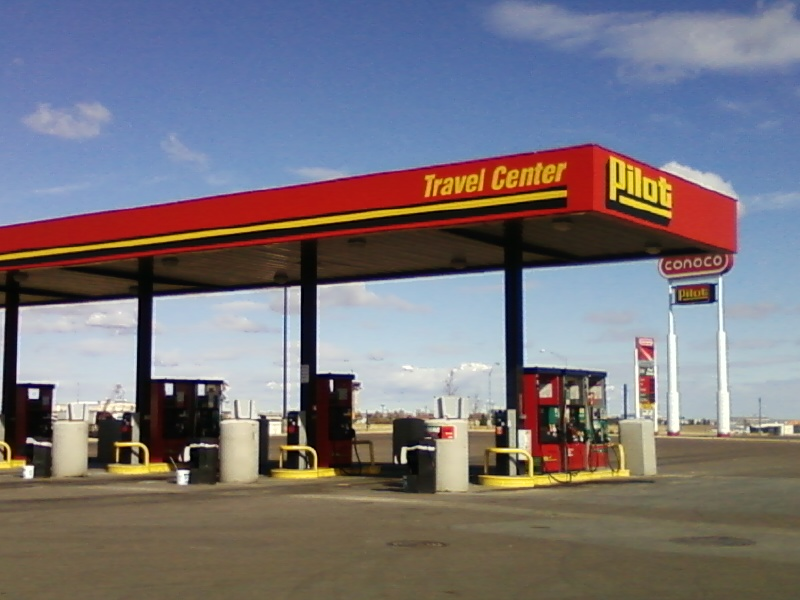
پمپ بنزین کونوکو فیلیپس، در گریت فالز، مونتانا

شرکت نفت مارلند، (به انگلیسی: Marland Oil Company) شرکت نفتی آمریکایی است، که در سال ۱۹۱۷ در پانکا سیتی، اکلاهما تأسیس شد.
این شرکت، توسط یکی از پیشگامان در حوزه اکتشاف نفت، «ای. دبلیو. مارلند» و با تزریق دارایی‌های «شرکت نفت ۱۰۱ رنچ» راه‌اندازی شد.
شرکت نفت مارلند، در سال ۱۹۲۰، کنترل ۱۰٪ از بازار نفت جهان را، در دست داشت. در سال ۱۹۲۲ این شرکت دارای ۶۰۰ ایستگاه خدماتی، با نام تجاری مارلند بود، که در ۱۱ ایالت فعالیت می‌نمود. در تاریخ ۲۶ ژوئن ۱۹۲۹، بعلت بدهی بالایی که شرکت کونوکو داشت، به شرکت نفت مارلند واگذار شد.
مارلند، پس از به دست آوردن دارایی‌های کونوکو، هر دو شرکت را با هم ادغام نمود و شرکت جدید، تحت نام کونوکو، فعالیت خود را آغاز نمود. دفتر اصلی این شرکت نیز، در شهر پانکا سیتی، اکلاهما مستقر گردید.
بخشی از نشان تجاری سال‌های ابتدای ادغام شرکت کونوکو، که از یک مثلث با نوار قرمز تشکیل شده بود نیز، از لوگوی شرکت مارلند گرفته شده است. این نشان، بین سال‌های ۱۹۳۰ تا ۱۹۷۰، به عنوان نشان تجاری شرکت کونوکو، استفاده می‌شد.

### ادغام

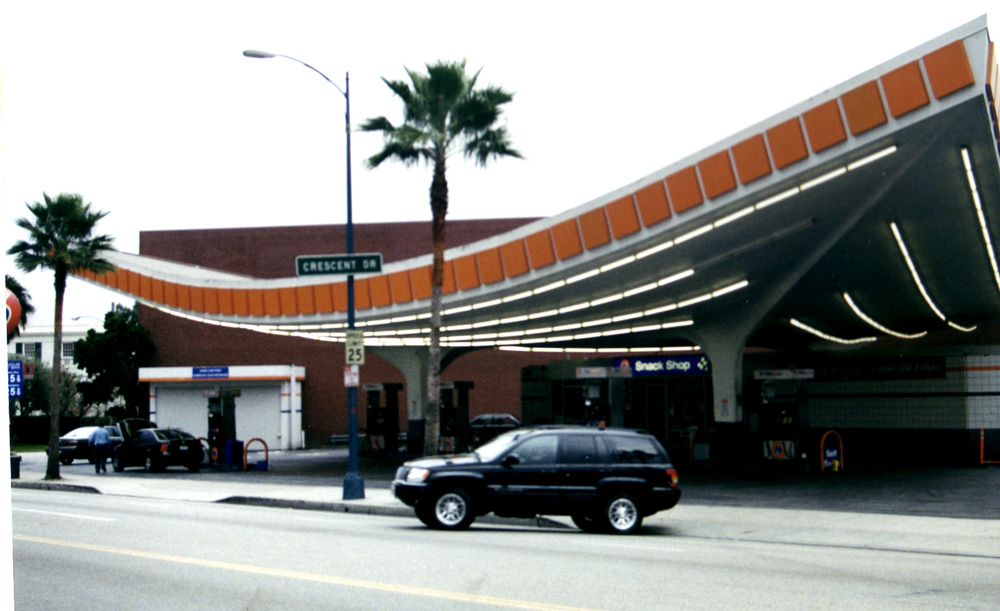
جایگاه پمپ بنزین کونوکو فیلیپس، در بورلی هیلز، کالیفرنیا

در تاریخ ۳۰ اوت ۲۰۰۲ شرکت کونوکو و شرکت نفت فیلیپس، که دیگر بنام فیلیپس ۶۶ شناخته می‌شد، با هم ادغام شدند و شرکت کونوکو فیلیپس تشکیل شد.
در سال ۲۰۰۵ شرکت کونوکو فیلیپس، اقدام به تغییر نام دادن جایگاه‌های پمپ بنزین خود؛ با نام تجاری ۷۶ شد. این نام تجاری از شرکت یونیون ۷۶ گرفته شده است. یونیون ۷۶ از شرکت‌های زیرمجموعه «توسکو کورپوریشن» بود، که شرکت نفت فیلیپس با خرید توسکو، به آن شرکت نیز دست یافت. پس از ادغام شرکت نفت فیلیپس و شرکت کونوکو، یونیون ۷۶ نیز جزو دارایی‌های کونوکو فیلیپس محسوب شد.
در سال ۲۰۰۶ کونوکو فیلیپس «پالایشگاه ویلهمسهافن» آلمان را خریداری کرد. در پایان همان سال، کونوکو فیلیپس، شرکت آمریکایی «شرکت برلینگتون ریسورز» را نیز بدست آورد.
در سال ۲۰۰۷ شرکت شورون تمامی جایگاه‌های پمپ بنزین کونوکو در میسیسیپی را خریداری کرد و نام آن‌ها را به تکزاکو تغییر داد.

## شرکت‌های تابعه

### فیلیپس ۶۶

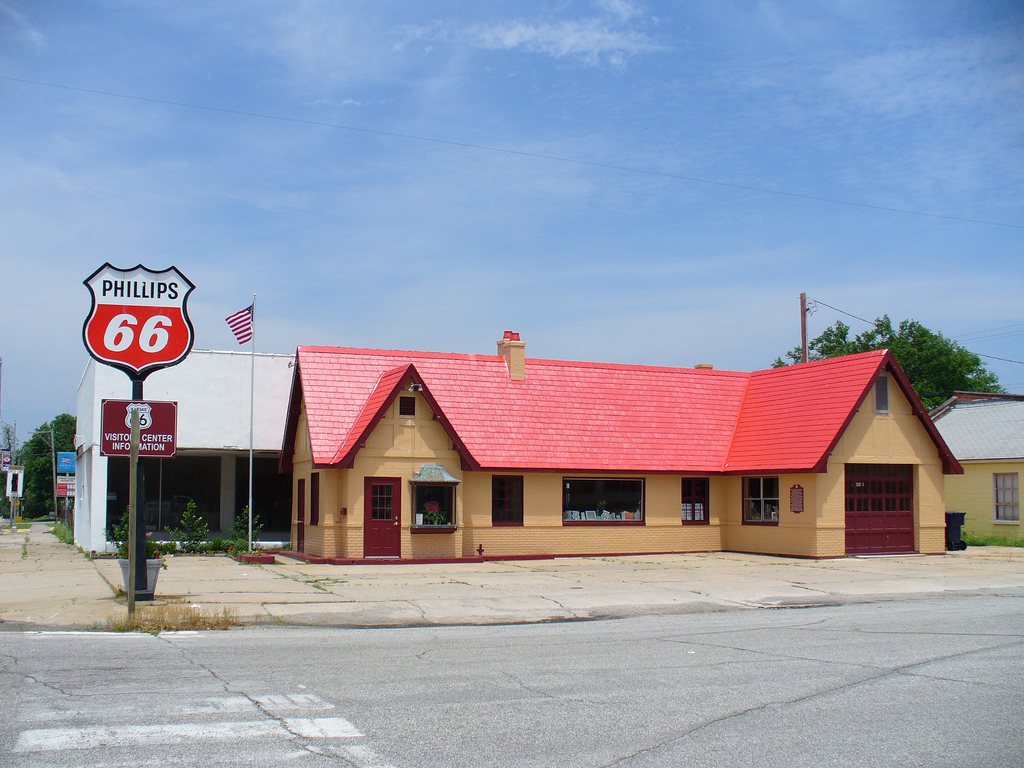
جایگاه پمپ بنزین فیلیپس ۶۶ در بکستر، کانزاس

فیلیپس ۶۶، (به انگلیسی: Phillips 66) یکی از شرکت‌های تابعه شرکت نفت فیلیپس بود، که پس از ادغام این شرکت، با شرکت تایدواتر، تأسیس شد.
فیلیپس ۶۶ فعالیت‌های حوزه پایین‌دستی شرکت نفت فیلیپس را، با تمرکز بر تولید مواد شیمیایی و صنایع پتروشیمی، بر عهده داشت و از ادغام سال ۲۰۰۱ به بعد، بخشی از دارایی‌های کونوکو فیلیپس محسوب می‌شود.
در تاریخ ۱۴ ژوئیه ۲۰۱۱ کونوکو فیلیپس اعلام نمود، که برای به حداکثر رساندن ارزش سهام خود، قصد دارد، بخش بالادستی این شرکت را، از بخش پایین‌دستی، تفکیک کرده و هر بخش را به‌طور مستقل، به صورت یک شرکت سهامی عام اداره نماید.
در ۱ مه ۲۰۱۲ همه دارایی‌های بخش میان‌دستی، بخش پایین‌دستی، بخش بازاریابی، بخش عملیات شیمیایی و صنایع پتروشیمی به شرکت فیلیپس ۶۶ واگذار شد و دفتر مرکزی آن در هیوستون تگزاس مستقر گردید.
شرکت کونوکو فیلیپس نیز، فعالیت‌های خود در بخش بالادستی را ادامه داده و تمرکز خود را در حوزه اکتشاف و تولید، از سر گرفت.
تمرکز اصلی شرکت فیلیپس ۶۶، در زمینه تولید دامنه گسترده‌ای از محصولات شیمیایی، صنایع پتروشیمی و همچنین تولید ال‌ان‌جی می‌باشد. اکنون، «گریگ گارلند»، به عنوان مدیرعامل و رئیس هیئت مدیره این شرکت فعالیت می‌کند. شمار کارکنان فیلیپس ۶۶ در حدود ۱۴٫۰۰۰ نفر است، که در سراسر جهان، فعالیت می‌نمایند.

### ۷۶

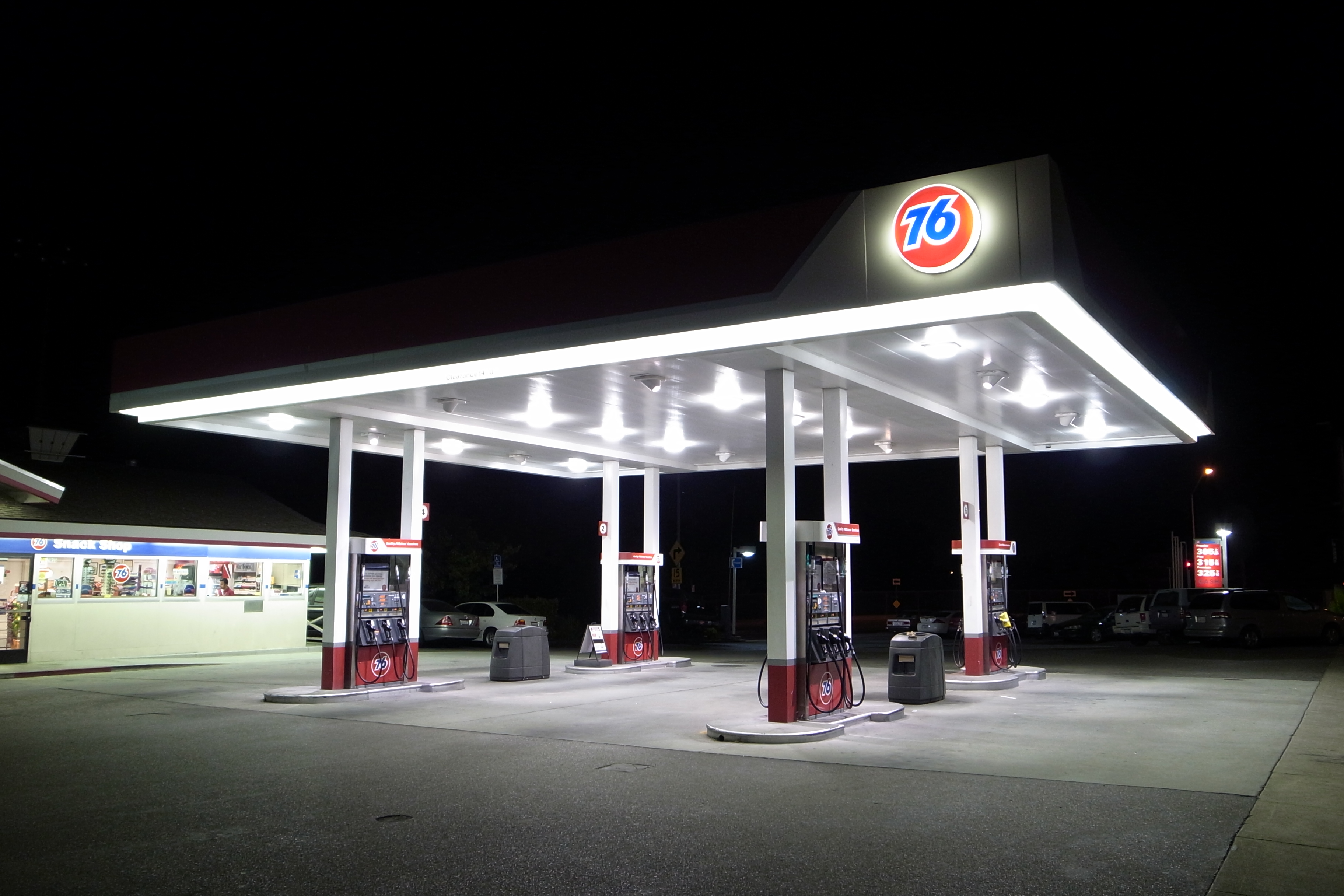
جایگاه پمپ بنزین کونوکو فیلیپس، با برند ۷۶

۷۶ یا یونیون ۷۶، (به انگلیسی: Union 76) نشان تجاری جایگاه‌های پمپ بنزین شرکت کونوکو فیلیپس می‌باشد، که زنجیره‌ای از ایستگاه‌های خدماتی را در ایالات متحده در بر می‌گیرد.
نام تجاری ۷۶ در واقع متعلق به شرکت فیلیپس ۶۶ می‌باشد. یونوکال کورپوریشن، مالک اصلی و خالق برند ۷۶ است، که در سال ۲۰۰۵ با شرکت شورون ادغام شد.
در سال ۱۹۹۷، یونوکال کورپوریشن، کلیه دارایی‌های مربوط به بخش پالایشگاهی و عملیات بازاریابی خود در غرب ایالات متحده را به همراه حقوق مربوط به نام تجاری یونیون ۷۶ را به «شرکت توسکو» واگذار کرد.
شرکت توسکو نیز پس از مدتی، توسط شرکت نفت فیلیپس، خریداری شد. سپس در پی ادغام کونوکو و شرکت نفت فیلیپس، کونوکو فیلیپس مالک نهایی نشان تجاری ۷۶ گردید!

## اکتشاف و تولید

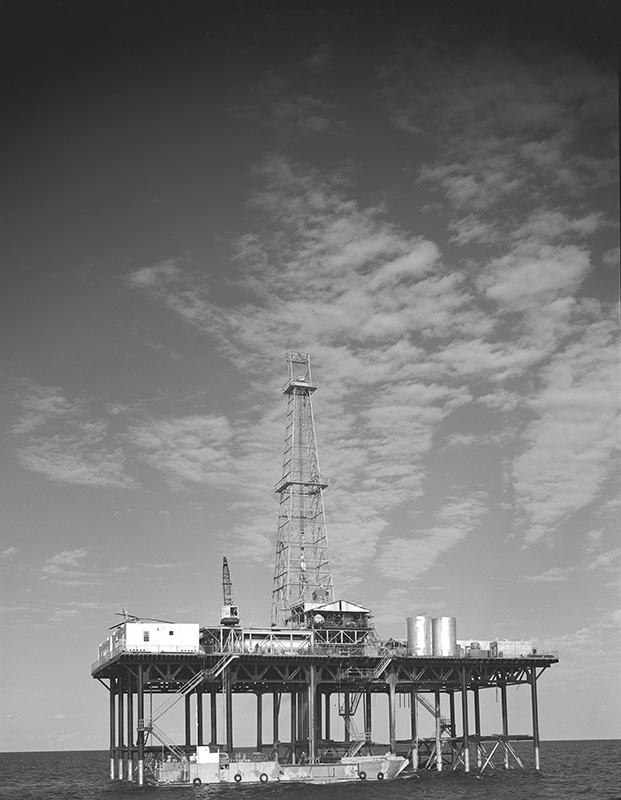
سکوی دریایی کونوکو فیلیپس، در خلیج مکزیک

اکنون، تمرکز شرکت کونوکو فیلیپس تنها بر روی اکتشاف، توسعه و تولید نفت خام و گاز طبیعی در مناطق نفتخیز سرتاسر جهان می‌باشد.
این شرکت، فعالیت‌های عملیاتی خود را، از طریق شش بخش عامل، که بنابر منطقه جغرافیایی تعریف می‌شوند، مدیریت می‌نماید.
این مدیریت‌ها عبارتند از:
- بخش آلاسکا
- بخش آمریکای لاتین
- بخش کانادا
- بخش اروپا
- بخش آسیا و اقیانوسیه
- بخش خاورمیانه

## پالایشگاه‌ها

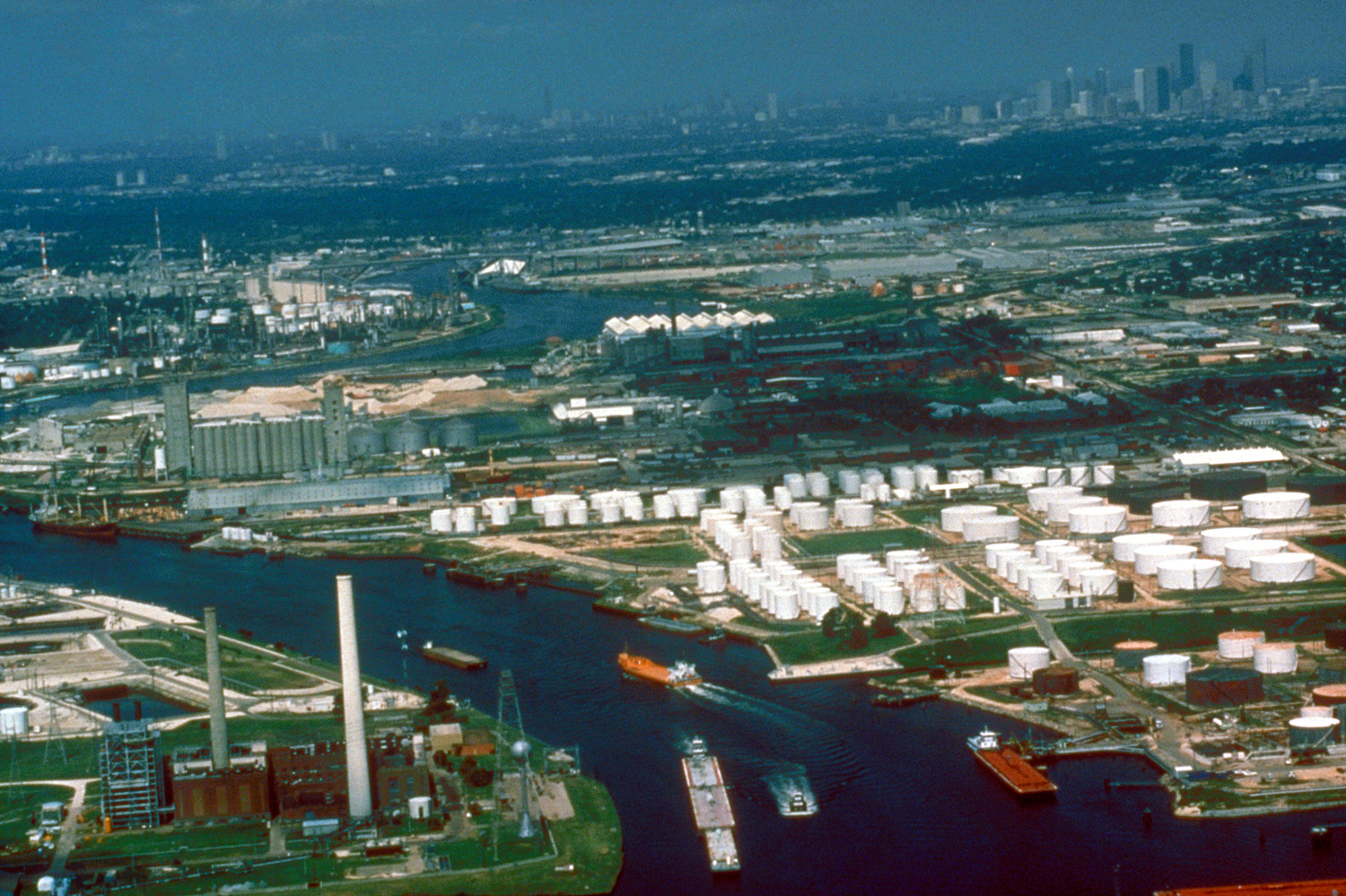
پالایشگاه لیک چارلز تگزاس

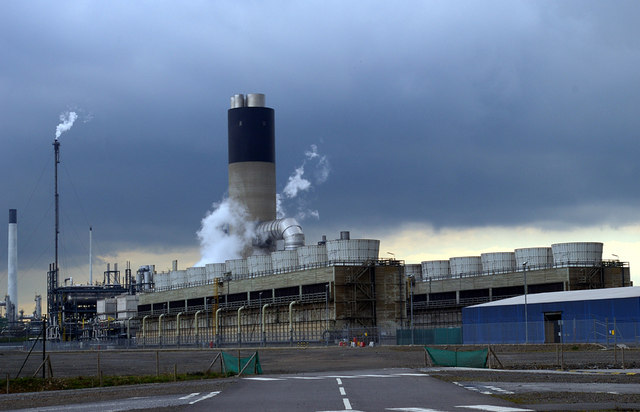
نیروگاه برق کونوکو فیلیپس، در بریتانیا

شرکت کونوکو فیلیپس، دارای ۱۹ پالایشگاه بوده، که در کشورهای ایالات متحده، بریتانیا، آلمان، ایرلند و مالزی مستقر می‌باشند. نام پالایشگاه‌ها، شهر محل استقرار و ظرفیت پالایش هر یک، در فهرست زیر ذکر شده است.
| کشور                | نام پالایشگاه          | مکان                    | ظرفیت پالایش (بشکه در روز) |
| ------------------- | ---------------------- | ----------------------- | -------------------------- |
| ایالات متحده آمریکا | پالایشگاه وود ریور     | رکسانا، ایلینوی         | ۳۰۷٫۰۰۰                    |
| آلمان               | پالایشگاه ویلهمسهافن   | ویلهمسهافن، آلمان       | ۲۶۰٫۰۰۰                    |
| ایالات متحده آمریکا | پالایشگاه الاینس       | بله چیس، لوئیزیانا      | ۲۴۷٫۰۰۰                    |
| ایالات متحده آمریکا | پالایشگاه سوینی        | اولد اوشن، تگزاس        | ۲۴۷٫۰۰۰                    |
| ایالات متحده آمریکا | پالایشگاه بی وی        | لیندن، نیوجرسی          | ۲۳۸٫۰۰۰                    |
| ایالات متحده آمریکا | پالایشگاه لیک چارلز    | وستلیک، لوئیزیانا       | ۲۳۹٫۰۰۰                    |
| بریتانیا            | پالایشگاه هامبر        | لینکنشایر، بریتانیا     | ۲۲۱٫۰۰۰                    |
| ایالات متحده آمریکا | پالایشگاه پونکا سیتی   | پونکا سیتی، اکلاهما     | ۱۸۷٫۰۰۰                    |
| ایالات متحده آمریکا | پالایشگاه ترینر        | ترینر، پنسیلوانیا       | ۱۸۵٫۰۰۰                    |
| ایالات متحده آمریکا | پالایشگاه بورگر        | بورگر، تگزاس            | ۱۴۶٫۰۰۰                    |
| ایالات متحده آمریکا | پالایشگاه لس آنجلس     | کارسون، کالیفرنیا       | ۱۳۹٫۰۰۰                    |
| ایالات متحده آمریکا | پالایشگاه سانفرانسیسکو | سانفرانسیسکو، کالیفرنیا | ۱۲۰٫۰۰۰                    |
| ایالات متحده آمریکا | پالایشگاه فرندیل       | فرندیل، واشینگتن        | ۱۰۵٫۰۰۰                    |
| جمهوری ایرلند       | پالایشگاه وایت گیت     | کورک، ایرلند            | ۷۱٫۰۰۰                     |
| ایالات متحده آمریکا | پالایشگاه بیلینگز      | بیلینگز، مونتانا        | ۵۸٫۰۰۰                     |
| مالزی               | پالایشگاه ملاکا        | ملاکا، مالزی            | ۵۸٫۰۰۰                     |
| آلمان               | پالایشگاه میرو         | کارلسروهه، آلمان        | ۵۶٫۰۰۰                     |
| جمهوری چک           | پالایشگاه چک           | لیتوینو، جمهوری چک      | ۲۷٫۰۰۰                     |

## دفتر مرکزی

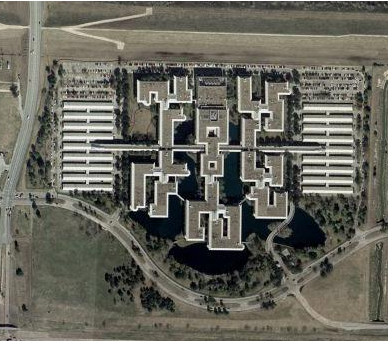
محل استقرار ساختمان مرکزی کونوکوفیلیپس، در هیوستون، تگزاس

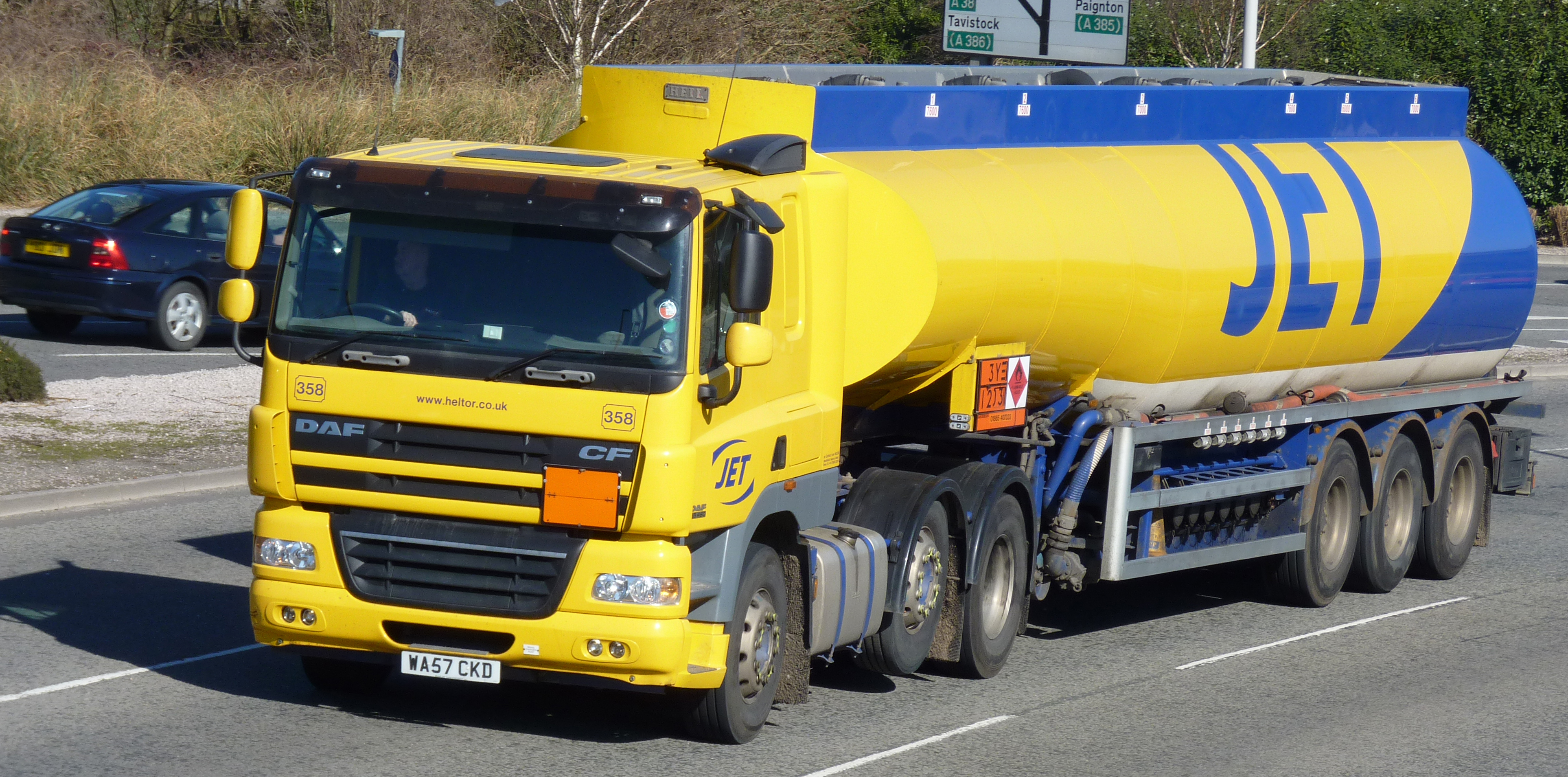
مخزن حمل بنزین کونوکوفیلیپس

دفتر مرکزی شرکت کونوکو فیلیپس؛ در شهر هیوستون، تگزاس واقع شده است. در سال ۲۰۰۲ اعضای هیئت مدیره این شرکت تصمیم گرفتند، دفتر مرکزی آن را، از اکلاهما، به تگزاس منتقل نمایند.
دلیل اصلی این انتقال، عدم وجود سفر هوایی بین‌المللی مستقیم از ایالت اوکلاهما عنوان شده بود. به‌طور سنتی، دفتر مرکزی شرکت کونوکو، به عنوان ساختمان مرکزی شرکت کونوکو فیلیپس، شناخته می‌شود.

## مدیریت ارشد

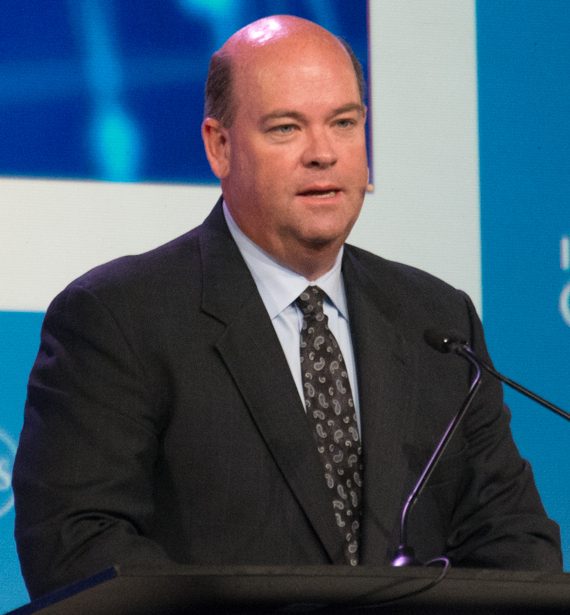
رایان لنس، مدیرعامل شرکت کونوکو فیلیپس

در تاریخ ۱۰ مه ۲۰۰۶، ریچارد آرمیتاژ، معاون پیشین وزیر امور خارجه ایالات متحده آمریکا، به عنوان رئیس هیئت مدیره شرکت کونوکو فیلیپس انتخاب شد. وی ۶ سال در این مقام فعالیت نمود. آرمیتاژ، در سال ۲۰۱۲ جایش را به رایان لنس داد؛ که به‌تازگی به‌عنوان مدیر عامل اجرایی شرکت کونوکو فیلیپس، منصوب شده بود.
رایان لنس هم‌اکنون مدیرعامل و رئیس هیئت مدیره شرکت کونوفیلیپس می‌باشد. وی پیش از آنکه به رهبری این شرکت بزرگ نفتی برگزیده شود، پیشینه فعالیت در شرکت‌های آرکو، آموکو و بی‌پی را داشته است. او در پایان به شرکت نفت فیلیپس پیوست و پس از ادغام کونوکو و فیلیپس، به عضویت کونوکوفیلیپس درآمد.